# 村松みさき
村松 みさき（むらまつ みさき、1987年7月27日 - ）は、日本の演出家、劇作家。東京都出身。村松みさきプロデュース主宰。日本大学大学院芸術学研究科・舞台芸術専攻修了。
2009年脚本『軍艦島―負けないみんなの鎮魂歌―』で日本大学芸術学部学部長賞を受賞。同年『近づく星の光うるわし』でドラマ２１最優秀作品賞を受賞。2011年、日本大学大学院芸術学研究科・舞台芸術専攻を修了。修了時の論文タイトルは『戯曲創作における伏線技法』2013年、同大学院・文芸学専攻を修了。修了制作は小説『猫との併走』20代前半、東京セレソンデラックスにて演出助手を務める。2007年から「村松みさきプロデュース」を主宰。脚本・演出・俳優の三役を務めながら、映画作品への出演、舞台に女優として出演するなど活動の幅を広げている。また、他劇団への脚本提供も積極的に行っており、これまでに書いた脚本、小説、朗読劇、シナリオ、エッセイの数は習作を含めると、100本以上になる。

## 作品一覧

### 舞台

#### 脚本
- 『花火の陰』（2020年、三越劇場）- 初の商業演劇公演

#### 脚本・演出
- 『さわれない月』（2016年、劇場HOPE）
- 『花火の陰』（2017年、テアトルBONBON）
- 『星のいかだ』（2018年、劇場HOPE）
- 『雨のあと、ダイナマイト』（2018年、中野あくとれ）
- 『春のガラス窓』（2019年、劇場HOPE）
- 『こえ、こえて』（2019年、代々木SYDホール） - 『パヤタスに降る星』(山口千恵子)が原作
- 『深夜のムーン』（2024年、劇場HOPE）[2]

## 出演作品

### 映画
- The 48 hour film project 山本祐介監督ショートフィルム作品「ぼくだけのもの　ピグマリオン」主演